# Malahov
Malahov je priimek več oseb:
- Genadij Petrovič Malahov, ruski lekarnar
- Ksenofont Mihailovič Malahov, sovjetski general
- Vladimir Malahov, ruski hokejist